# 공정 드래곤즈
공정 드래곤즈(일본어: 空挺ドラゴンズ, Drifting Dragons)는 쿠와바라 타쿠가 글을 쓰고 그림을 그린 일본 만화 시리즈이다. 고단샤의 청년 만화잡지 Good! 애프터눈에 연재중이다. 2016년 6월부터 2023년 5월까지 단행본 15권으로 수집되었다. 이 만화는 고단샤 USA에서 고단샤 코믹스 출판사로 영어로 디지털 출판되었다.
폴리곤 픽처스의 오리지널 넷 애니메이션 각색판은 2020년 1월 9일 넷플릭스 재팬에서 공개되었다. 같은 날 시리즈의 첫 번째 에피소드는 후지 TV의 +Ultra 프로그래밍 블록에서 첫 방송되었으며 2020년 3월 26일까지 매주 계속되었으며 마지막 에피소드는 텔레비전 방영. 이어 2020년 4월에는 넷플릭스의 해외 출시가 이어졌다.